# Eagles d'Eastern Michigan
Pour les articles homonymes, voir Eagles (homonymie).

Autre logo.

Les Eagles d'Eastern Michigan (en anglais : Eastern Michigan Eagles) sont un club omnisports universitaire de l'université de l'Est du Michigan  à Ypsilanti (Michigan). Les équipes des Eagles participent aux compétitions universitaires organisées par la National Collegiate Athletic Association et est membre de la Mid-American Conference.
Auparavant les programmes sportifs étaient connus sous les noms de « Michigan State Normal College Normalites » (1899 - 1928), « Michigan State Normal College Hurons » (1929 - 1955) et « Eastern Michigan Hurons » (1956 - 1990).

## Football américain

### Affiliations
Le programme de football américain joue en NCAA Division I Football Bowl Subdivision au sein de la Mid-American Conference depuis la saison 1976. Auparavant l'équipe a joué dans les division II et III de la NCAA au sein de ces diverses conférence :
- Indépendants (1891–1893) - College Division
- Michigan Intercollegiate Athletic Association (1894) - College Division
- Indépendants (1895) - College Division
- Michigan Intercollegiate Athletic Association (1896-1901) - College Division
- Indépendants (1902-1919) - College Division
- Michigan Intercollegiate Athletic Association (1920-1925) - College Division
- Indépendants (1926) - College Division
- Michigan Collegiate Conference (1927-1930) - College Division
- Indépendants (1931-1949) - College Division
- Illinois Intercollegiate Athletic Conference (en) (1950-1961) - College Division
- Presidents' Athletic Conference (1964-1965) - College Division
- Indépendants (1966-1975) - Division II (NCAA)
- Mid-American Conference (depuis 1976)

### Champions de conférence
Eastern Michigan a remporté dix (10) titres de conférence dont trois à égalité (†) :
| Saison | Conférence                                         | Entraîneur      | Bilan global | Bilan de conférence |
| ------ | -------------------------------------------------- | --------------- | ------------ | ------------------- |
| 1896   | Michigan Intercollegiate Athletic Association (en) | Fred W. Green   | 4–1          | 2–0                 |
| 1925   | Michigan Intercollegiate Athletic Association (en) | Elton Rynearson | 8–0          | 5–0                 |
| 1927   | Michigan Collegiate Conference                     | Elton Rynearson | 8–0          | 3–0                 |
| 1928   | Michigan Collegiate Conference                     | Elton Rynearson | 7–1          | 3–0                 |
| 1929†  | Michigan Collegiate Conference                     | Elton Rynearson | 5–1–2        | 2–0–1               |
| 1930   | Michigan Collegiate Conference                     | Elton Rynearson | 6–1          | 3–0                 |
| 1954†  | Illinois Intercollegiate Athletic Conference (en)  | Fred Trosko     | 8–1          | 5–1                 |
| 1955†  | Illinois Intercollegiate Athletic Conference (en)  | Fred Trosko     | 7–2          | 5–1                 |
| 1957   | Illinois Intercollegiate Athletic Conference (en)  | Fred Trosko     | 6–3          | 6–0                 |
| 1987   | Mid-American Conference                            | Jim Harkema     | 10–2         | 7–1                 |

### Bowls
Eastern Michigan a disputé huit (8) bowls universitaires dont un de Division II, avec un bilan de deux victoires pour 6 défaites :
| Saison | Bowl                             | Adversaire                 | Résultat |
| ------ | -------------------------------- | -------------------------- | -------- |
| 1971   | Pioneer Bowl (en) (NCAA Div. II) | Bulldogs de Louisiana Tech | P, 3–14  |
| 1987   | California Bowl                  | Spartans de San Jose State | G, 30–27 |
| 2016   | Bahamas Bowl 2016                | Monarchs d'Old Dominion    | P, 20–24 |
| 2018   | Camellia Bowl 2018               | Eagles de Georgia Southern | P, 21–23 |
| 2019   | Quick Lane Bowl 2019             | Panthers de Pittsburgh     | P, 30–34 |
| 2021   | LendingTree Bowl 2021            | Flames de Liberty          | P, 20–56 |
| 2022   | Famous Idaho Potato Bowl 2022    | Spartans de San Jose State | G, 41-27 |
| 2023   | 68 Ventures Bowl 2023            | Jaguars de South Alabama   | P, 10-59 |